# Hadmersleben
Hadmersleben is een plaats en voormalige gemeente in de Duitse deelstaat Saksen-Anhalt en maakt deel uit van de gemeente Oschersleben (Bode) in de Landkreis Börde.
Hadmersleben telt 1.760 inwoners.